# Кудара-Сомон
Кудара́-Сомо́н (бур. Хүдэри һомон) — село в Кяхтинском районе Бурятии. Административный центр сельского поселения «Кударинское».

## География
Расположено в восточной части района, в 85 км от Кяхты, в центре долины реки Кудары, в устье её правого притока — речки Хамнигадай. Ландшафт лесостепной.

## История
По реке Кудара в давние времена жили западные буряты рода ходор, которые затем переселились. Топонимы в русской огласовке Кудара, Куда встречаются в Кабанском районе Бурятии и в Иркутской области.
Село Кудара-Сомон в начале XX века называлось поселок Кударинский.
В 1935 году в составе Кяхтинского аймака (района) Бурят-Монгольской АССР был образован Кударинский сомсельсовет с центром в с. Кудара.
22 мая 1948 года переименование аймачного (районного) центра Кударинского аймака (района) - село Кудара в село Кудара - Сомон.
23 ноября 1959 года аймак был упразднён и включён в состав Кяхтинского района.

## Население
| 2002 | 2010  |
| ---- | ----- |
| 1466 | ↘1371 |

## Достопримечательности

### Знаменская церковь
Знаменская церковь — православный храм, относится к Улан-Удэнской епархии Бурятской митрополии Русской православной церкви.